# 彼得·J·沃德
彼得·J·沃德（1891年11月1日—1970年1月6日）是一位爱尔兰新芬黨政治家，北爱尔兰多尼戈爾郡人，1919至1924年间任爱尔兰众议院议员和英国下议院议员。